# Saint-Malô-du-Bois
Saint-Malô-du-Bois é uma comuna francesa na região administrativa da Pays de la Loire, no departamento de Vendéia. Estende-se por uma área de 14,28 km². Em 2010 a comuna tinha 1 659 habitantes (densidade: 116,2 hab./km²).